# Забайкальський район
Забайка́льський район (рос. Забайкальский район) — район у складі Забайкальського краю Російської Федерації.
Адміністративний центр — селище міського типу Забайкальськ.

## Географія
Район розташований на південному сході Забайкальського краю. Район має кордон з Китаєм та Монголією. Основні хребти: Аргунський, Кличкинський і частина Нерчинського із середньою висотою, що не перевищує 900 м. Між хребтами знаходяться горбисті та низькогірні території, розділені великими низовинами та сухими западинами. Низини зайняті солончаками та іноді солоними озерами. Є родовища та прояви агатів, флюориту тощо: Агатова Сопка, Абагайтуйське, Нагадан тощо. Клімат різко-континентальний зі спекотним літом і холодною зимою. Середня температура липня +20,6 ° С (максимальна + 38 ° С), середня температура січня -28 ÷ -30 ° С (абс. мінімум -43 ° С.) Середньорічна кількість опадів не перевищує 300 мм. Тривалість вегетаційного періоду 150 днів і більше.
На південному сході, по кордону з Китаєм, протікає річка Аргунь. Найбільшого поширення мають чорноземні, каштанові та лучно-чорноземні глибокопромерзаючі ґрунти, зустрічаються солончаки.

## Населення
Населення — 21234 особи (2019; 20485 в 2010, 20343 у 2002).

## Адміністративний поділ
Район адміністративно поділяється на 1 міське та 7 сільських поселень:
| Поселення                               | Площа, км² | Населення, осіб (2002) | Населення, осіб (2010) | Населення, осіб (2019) | Центр            | Населені пункти |
| --------------------------------------- | ---------- | ---------------------- | ---------------------- | ---------------------- | ---------------- | --------------- |
| Забайкальське міське поселення          | 173,21     | 10342                  | 11857                  | 13394                  | Забайкальськ     | 2               |
| Абагайтуйське сільське поселення        | 131,51     | 918                    | 687                    | 439                    | Абагайтуй        | 1               |
| Білітуйське сільське поселення          | 625,24     | 1176                   | 1475                   | 1477                   | Білітуй          | 1               |
| Даурське сільське поселення             | 67,77      | 4242                   | 3850                   | 4000                   | Даурія           | 1               |
| Красновеликанське сільське поселення    | 658,65     | 934                    | 700                    | 424                    | Красний Великан  | 3               |
| Рудник-Абагайтуйське сільське поселення | 62,76      | 581                    | 278                    | 198                    | Рудник Абагайтуй | 1               |
| Степне сільське поселення               | 836,40     | 758                    | 559                    | 415                    | Степний          | 1               |
| Чорно-Озерське сільське поселення       | 626,44     | 1392                   | 1079                   | 887                    | Харанор          | 1               |

## Найбільші населені пункти
| № | Населений пункт | Населення, осіб (2002) | Населення, осіб (2010) |
| - | --------------- | ---------------------- | ---------------------- |
| 1 | Забайкальськ    | 10210                  | 11769                  |
| 2 | Даурія          | 4242                   | 3850                   |
| 3 | Білітуй         | 1176                   | 1475                   |
| 4 | Харанор         | 1392                   | 1079                   |
| 5 | Абагайтуй       | 918                    | 687                    |

## Господарство
До середини 1990-х район був відомий підприємствами гірничорудної промисловості. Експлуатувалося Абагайтуйське родовище флюориту. Діє рудник «Абагайтуй». З кінця 1990-х, завдяки прикордонному положенню, посилюються торговельні зв'язки з Китаєм. Діє перехід «Забайкальськ — Маньчжурія». Є підприємства з ремонту та обслуговування залізничного транспорту. Виконується переробка молока, випуск хліба та хлібобулочних виробів.

### Транспорт
Район перетинає Забайкальська залізниця (станції Харанор, Даурія, Білютуй, зуп. п. 6639-км, Мацієвська, Забайкальськ). Залізнична лінія «Каримська — Забайкальск» сполучає Росію з Китаєм. Мережа автодоріг загального користування забезпечує внутришньорайонне сполучення. Федеральне значення має автомагістраль А166 «Чита — Забайкальськ», що з'єднує Росію з Китаєм.